# Linguagem de Dyck
Na teoria das linguagens formais, a linguagem de Dyck (lê-se "daique") é uma linguagem que consiste de cadeias balanceadas por parênteses e por colchetes. Ela é importante na análise de expressões que precisam conter aninhamentos sintáticos, como as expressões algébricas.
Seu nome é uma homenagem ao matemático Walther von Dyck.